# Guiterne
A guiterne (francia, kiejtése kb. „gitern”) késő középkori húros hangszer, kis pengetős lantféle. Domború háta, körte alakú teste, rövid nyaka, sarló alakú hangolófeje van. Neve a 13. század vége felé jelenik meg a francia irodalomban; a 14. században a ménestrelek, lantosok között és a műkedvelők körében is páratlanul népszerű hangszerré vált. Határozottan eltérő építésmódja ellenére a gitár elődjének, legalábbis névadójának tekinthető.

## Neve, azonosítása
A guiterne szó végső soron az ókori görög líraféle, a kithara nevére (κίθαρα) vezethető vissza, ami arab közvetítéssel spanyolul guitarra, olaszul chitarra lett. Francia nyelven kezdetben quitarre, gitere, quitaire formái voltak, az utóbbiból lett qui(n)terne a latin quinterna szóval való keveredéssel. Ebből jött létre analógia útján a guiterne szó, ami a 16. századig volt használatban. Az angolok a gittern, a németek a Quintern hangszernevet a franciából vették át.
A 13–15. századi ábrázolásokon gyakran szereplő kis lantszerű hangszer neve, illetve a korabeli irodalomban gyakori guiterne, gittern, Quinterne, guitarra, chitarra stb. hangszernevek ikonográfiai azonosítása régóta vitatott kérdés a hangszertörténetben. A mai mandolinra emlékeztető zeneszerszám ábrázolásait a zenetudósok régebben a mandore, mandora, mandola nevekkel kapcsolták össze, míg a guiterne stb. hangszernevet egy középkori dobozszerű felépítésű, a későbbi gitárra jobban hasonlító hangszernek adták.
A mai zenetudomány ezzel szemben úgy tartja, hogy a középkori gitárszerű hangszer neve citole, ami a későbbi ciszter őse, a kisméretű, domború hátú, íves fejű lant pedig nem más, mint a guiterne. A későbbi korokban mandore, mandora, mandola neveken említett hangszerek viszont valóban a guiterne leszármazottai lehetnek.
A francia guiterne hangszernévvel egy időben a spanyol nyelv a mai gitárra is alkalmazott guitarra hangszernevet használta, ahogy az olasz is a chitarra szót. A guiterne és a gitár hangszernevek ezen az alapon egymással felcserélhetőek lehetnének, de a kis középkori lant és a későbbi gitár közötti jelentős hangszertani különbség miatt a szakirodalom rendszerint megtartja a korábbi hangszer archaikusabb elnevezését.

## Leírása
A guiterne a rövid nyakú lantok közé tartozik. Háta, nyaka, hangolófeje általában egyetlen darab fából van kifaragva. Későbbi hangszereken, a 15. század végétől előfordul, hogy a hát szelvényezett építésű. A test és a nyak mindig ívesen illeszkedik, összesimul egymással. Az oldalsó állású hangolókulcsokkal ellátott hangolófej 30°–90°-os szögben indul ki a nyakból, de a nyugati lanttól eltérően legtöbbször ívelt, néha félkör, sarló formájú, és faragott ember- vagy állatfejben végződik.
Négy, ritkábban három, később néha öt húrja, húrpárja van. A húrok némely esetben alsó rögzítésűek, kórusonként külön-külön szögekhez, vagy egyetlen szöghöz, gombhoz csatlakoznak, a húrláb mozgatható. Más hangszereknél a nyugati lanthoz hasonlóan van a húrtartó–húrláb a tetőre ragasztva. Az ábrázolások nem mindig mutatnak érintőket a fogólapon. Úgy tűnik, tollból készült pengetővel szólaltatták meg.
Egy Hans Oth által 1450 körül készített, eredeti formájában megőrződött guiterne az Eisenach melletti Wartburg múzeumában látható. Teste, nyaka, feje egy darab jávorfából van kifaragva, tíz feketére színezett gyümölcsfa hangolókulcsa van. A tető lucfenyő, a közepén fából készült emeletes, késő gótikus stílusú rozettával. A húrláb már nem eredeti.

## Története

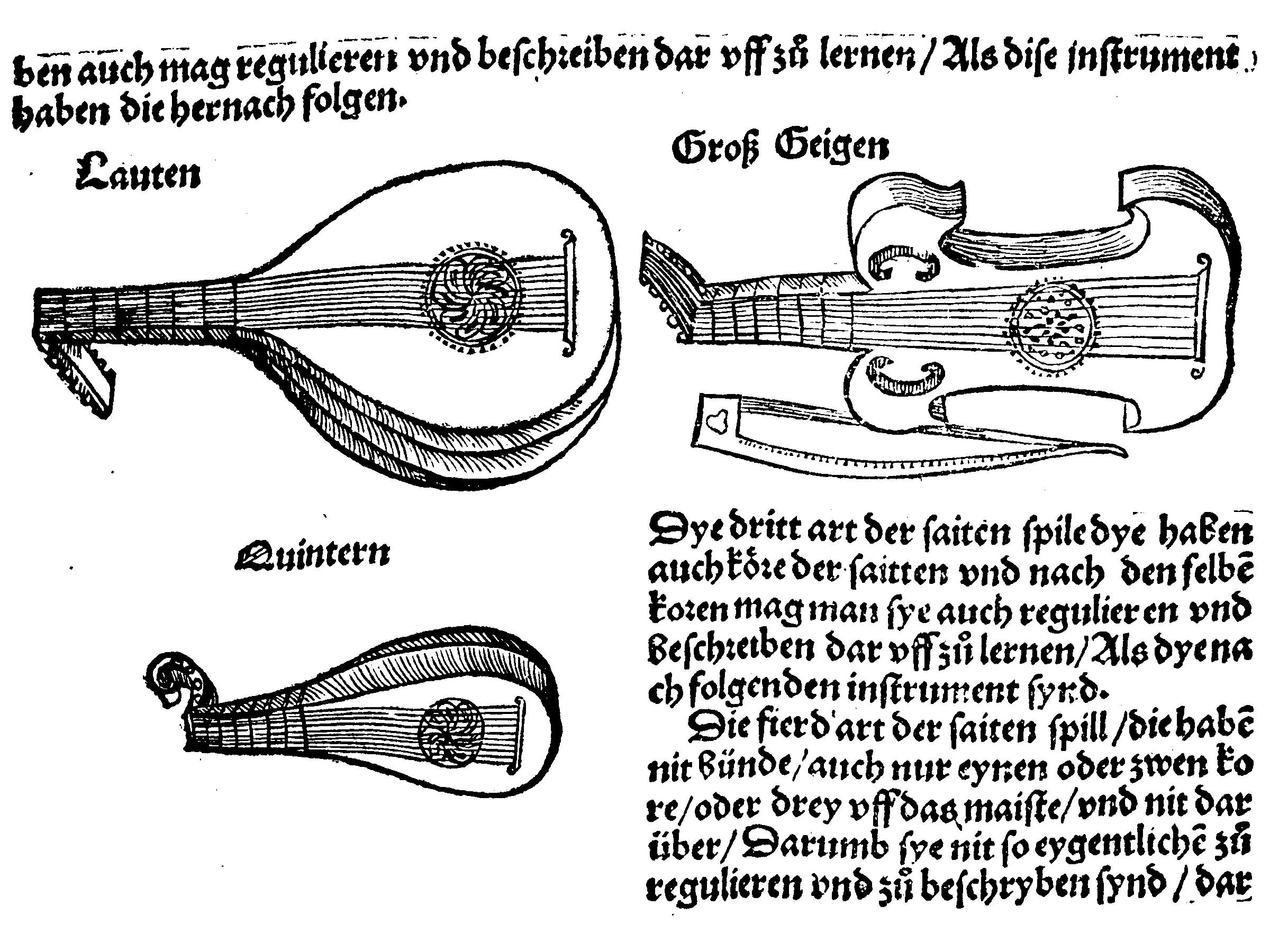
Lant és „Quintern” (alul) Sebastian Virdung Musica getutscht című művében (1511)

A guiterne közvetlen elődje feltehetőleg egy qopuc nevű zeneszerszám, amely több más lantformájú hangszerhez hasonlóan az araboktól, a Földközi-tenger nyugati medencéjéből érkezett Európába a 13. század második felében. Ez egy lapos, körteformájú, fából kivájt kis lant, melynek érintő nélküli nyaka egybesimul testével, tetején nincs rozetta, oldalsó kulcsokkal ellátott hangolófeje sarló alakú, húrjai alul rögzítettek.
A guiterne az 1270-es évektől legelőször a francia irodalomban jelenik meg, képi ábrázolása 1300-tól gyakori. A 14. században népszerűsége egyre nőtt nem csak a professzionális énekmondók, lantosok, a ménestrelek, hanem a nemhivatásos muzsikusok körében is. A kor irodalmában a guiterne a szerenádok, kocsmák hangszere, neve törvényszéki archívumokban, de nemesi, uralkodói udvartartások leltáraiban is gyakran feltűnik.
A 15. századtól a nyugati lant vált egyre népszerűbbé a guiterne rovására. A kis domború hátú lant fokozatosan feledésbe merült, ugyanakkor a nevét egy gyökeresen más felépítésű hangszer örökölte: a mai gitárhoz hasonlóan dobozszerű, kávás, karcsú testű reneszánsz gitár. Francia földön a neve a 16. századtól a guiterne mellett guiterre, a 17. századtól guitare lett, amit kisvártatva az angol, a német elnevezés is átvett.